# Persone di nome Péter
| Questa pagina contiene informazioni ricavate automaticamente dalle voci biografiche con l'ausilio del template Bio e di un bot. L'aggiornamento è periodico e automatico e ricostruisce completamente la pagina. Se manca una persona in questa lista, sei pregato di non aggiungerla, ma accertati piuttosto che la sua voce biografica contenga il template Bio e che i dati anagrafici siano correttamente compilati. Se il template Bio manca, inseriscilo tu stesso o, in alternativa, metti l'avviso {{tmp\|Bio}} che ne segnala la mancanza. Se i dati riportati sono sbagliati, correggi direttamente la voce biografica; le modifiche saranno visibili in questa lista entro pochi giorni. Per chiarimenti vedi il progetto antroponimi. La lista contiene solo le 76 persone che sono citate nell'enciclopedia e per le quali è stato implementato correttamente il template Bio. Pagina aggiornata al 16 ott 2024. |

Questa è una lista di persone presenti nell'enciclopedia che hanno il prenome Péter, suddivise per attività principale.

## Altisti(1)
- Péter Bakosi, altista ungherese (n. 1993)

## Arcivescovi cattolici(2)
- Péter Klobusiczky, arcivescovo cattolico ungherese (Fehérgyarmat, n. 1754 - Kalocsa, † 1843)
- Péter Fülöp Kocsis, arcivescovo cattolico ungherese (Seghedino, n. 1963)

## Astronomi(1)
- Péter Székely, astronomo ungherese (Miskolc, n. 1970)

## Calciatori(20)
- Péter Bajzát, ex calciatore ungherese (Eger, n. 1981)
- Péter Baráth, calciatore ungherese (Kisvárda, n. 2002)
- Péter Czvitkovics, ex calciatore ungherese (Székesfehérvár, n. 1983)
- Péter Disztl, ex calciatore ungherese (Baja, n. 1960)
- Péter Gulácsi, calciatore ungherese (Budapest, n. 1990)
- Péter Halmosi, calciatore ungherese (Szombathely, n. 1979)
- Péter Hannich, ex calciatore ungherese (Győr, n. 1957)
- Péter Ilku, calciatore ungherese (Dorog, n. 1936 - Esztergom, † 2005)
- Péter Juhász, calciatore ungherese (Lučenec, n. 1948 - Budapest, † 2024)
- Péter Kabát, ex calciatore ungherese (Budapest, n. 1977)
- Péter Kovács, ex calciatore ungherese (Salgótarján, n. 1978)
- Péter Kurucz, ex calciatore ungherese (Budapest, n. 1988)
- Péter Lipcsei, ex calciatore ungherese (Kazincbarcika, n. 1972)
- Péter Orosz, ex calciatore ungherese (Budapest, n. 1981)
- Péter Palotás, calciatore ungherese (Budapest, n. 1929 - Budapest, † 1967)
- Péter Rajczi, calciatore ungherese (Lengyeltóti, n. 1981)
- Péter Szakály, calciatore ungherese (Nagyatád, n. 1986)
- Péter Szappanos, calciatore ungherese (Jászberény, n. 1990)
- Péter Szilvási, ex calciatore ungherese (Nyíregyháza, n. 1994)
- Péter Török, calciatore ungherese (Budapest, n. 1951 - Budapest, † 1987)

## Cardinali(2)
- Péter Erdő, cardinale e arcivescovo cattolico ungherese (Budapest, n. 1952)
- Péter Pázmány, cardinale e arcivescovo cattolico ungherese (Gran Varadino, n. 1570 - Presburgo, † 1637)

## Cestisti(3)
- Péter Kovács, cestista ungherese (Baja, n. 1988)
- Péter Lóránt, ex cestista ungherese (Budapest, n. 1985)
- Péter Papp, cestista ungherese (Seghedino, n. 1930 - Budapest, † 1958)

## Ciclisti su strada(1)
- Péter Kusztor, ciclista su strada ungherese (Budapest, n. 1984)

## Compositori(2)
- Peter Eötvös, compositore e direttore d'orchestra ungherese (Odorheiu Secuiesc, n. 1944 - Budapest, † 2024)
- Péter Halász, compositore, musicista e direttore d'orchestra ungherese (Budapest, n. 1976)

## Critici letterari(1)
- Péter Szondi, critico letterario e filologo ungherese (Budapest, n. 1929 - Berlino, † 1971)

## Giocatori di football americano(2)
- Péter Cseperkáló, ex giocatore di football americano ungherese (n. 1978)
- Péter Lenner, ex giocatore di football americano ungherese (n. 1987)

## Lottatori(3)
- Péter Bácsi, lottatore ungherese (Budapest, n. 1983)
- Péter Farkas, ex lottatore ungherese (n. 1968)
- Péter Módos, lottatore ungherese (Szigetvár, n. 1987)

## Militari(1)
- Péter Pan, militare austro-ungarico (Rusca Montană, n. 1897 - Monte Grappa, † 1918)

## Nuotatori(4)
- Péter Bernek, ex nuotatore ungherese (n. 1992)
- Péter Gálicz, nuotatore ungherese (n. 2000)
- Péter Holoda, nuotatore ungherese (Debrecen, n. 1996)
- Péter Horváth, ex nuotatore ungherese (Budapest, n. 1974)

## Pallanuotisti(2)
- Péter Biros, pallanuotista ungherese (Miskolc, n. 1976)
- Péter Rusorán, pallanuotista ungherese (Budapest, n. 1940 - Paloznak, † 2012)

## Pallavolisti(1)
- Péter Veres, ex pallavolista ungherese (Budapest, n. 1979)

## Pentatleti(1)
- Péter Tibolya, pentatleta ungherese (n. 1985)

## Piloti motociclistici(1)
- Péter Sebestyén, pilota motociclistico ungherese (Budapest, n. 1994)

## Politici(7)
- Péter Balázs, politico, diplomatico e economista ungherese (Kecskemét, n. 1941)
- Péter Boross, politico ungherese (Nagybajom, n. 1928)
- Péter Eckstein-Kovács, politico rumeno (Cluj-Napoca, n. 1956)
- Péter Magyar, politico, avvocato e attivista ungherese (Budapest, n. 1981)
- Péter Medgyessy, politico ungherese (Budapest, n. 1942)
- Péter Márki-Zay, politico, economista e ingegnere ungherese (Hódmezővásárhely, n. 1972)
- Péter Szijjártó, politico ungherese (Komárom, n. 1978)

## Registi(1)
- Péter Gothár, regista e sceneggiatore ungherese (Pécs, n. 1947)

## Scacchisti(4)
- Péter Dely, scacchista ungherese (Sárospatak, n. 1934 - Sárospatak, † 2012)
- Péter Lékó, scacchista ungherese (Subotica, n. 1979)
- Péter Prohászka, scacchista ungherese (Vác, n. 1992)
- Péter Ács, scacchista ungherese (Eger, n. 1981)

## Schermidori(8)
- Péter Abay, ex schermidore ungherese (Budapest, n. 1962)
- Péter Bakonyi, ex schermidore ungherese (Budapest, n. 1938)
- Péter Marót, schermidore ungherese (Miskolc, n. 1945 - † 2020)
- Péter Somfai, schermidore ungherese (n. 1980)
- Péter Szényi, schermidore ungherese (n. 1987)
- Péter Takács, ex schermidore ungherese (Budapest, n. 1956)
- Péter Tóth, schermidore ungherese (Budapest, n. 1882 - Budapest, † 1967)
- Péter Vánky, ex schermidore svedese (Târgu Mureș, n. 1968)

## Scrittori(4)
- Péter Bod, scrittore e storico ungherese (Cernat, n. 1712 - Magyarigen, † 1769)
- Péter Bornemisza, scrittore, poeta e predicatore ungherese (Pest, n. 1535 - Presburgo, † 1584)
- Péter Esterházy, scrittore e matematico ungherese (Budapest, n. 1950 - Budapest, † 2016)
- Péter Nádas, scrittore, giornalista e drammaturgo ungherese (Budapest, n. 1942)

## Sollevatori(1)
- Péter Baczakó, sollevatore ungherese (Ercsi, n. 1951 - Budapest, † 2008)

## Tennisti(1)
- Péter Szőke, tennista ungherese (Budapest, n. 1947 - † 2022)

## Vescovi cattolici(1)
- Péter Kőszegi, vescovo cattolico ungherese († 1289)

## Senza attività specificata(1)
- Péter Sárfalvi, ex pentatleta ungherese (Budapest, n. 1970)